# احمدآباد (جوین)
احمدآباد، روستایی است از توابع دهستان زرین، بخش عطاملک و در شهرستان جوین استان خراسان رضوی ایران شغل مردم این روستا اکثرا کشاورزی، باغداری و دامداری است.

## جمعیت
جمعیت این روستا بر اساس سرشماری سال ۱۳۸۵ حدود ۶۹۴ نفر (۱۷۴ خانوار) بوده است.